# Kamienica Ślebarskich
Kamienica Ślebarskich (Dom Ślebarskich) – późnoklasycystyczny budynek, przy Rynku Głównym 14 w Oświęcimiu. Jest to jednopiętrowy obiekt zbudowany na rzucie litery L, o 15-osiowej elewacji frontowej. Gmach z ozdobnym gankiem wspartym na kolumnach, wybudowany ok. 1830 przez Michała Ślebarskiego, do końca XIX wieku był własnością rodziny Ślebarskich. Obecnie mieści się tu siedziba sądu.
W domu tym urodziło się dwóch braci, zapisanych w dziejach sztuki polskiej: Awit i Leon Szubertowie.